# Ladislav Jakl
Ladislav Jakl (* 17. prosince 1959 Cheb) je český hudebník, publicista, bývalý poslanec a bývalý ředitel politického odboru Kanceláře prezidenta republiky, v letech 2019 až 2025 člen Rady pro rozhlasové a televizní vysílání.

## Životopis
Pochází z česko-polské rodiny, matka byla Polka, otec Čech. Absolvoval studium na Fakultě žurnalistiky Univerzity Karlovy. Do roku 1989 podle vlastního životopisu kvůli udání spolužáků z fakulty pracoval v různých profesích od závozníka po vedoucího kulturního střediska, pak krom jiného několik let jako novinář v Lidových novinách. Je autorem mnoha článků a esejů o české i mezinárodní politice, o médiích, a také řady sloupků či fejetonů.
Byl evidován jako kandidát tajné spolupráce ve svazcích StB (krycí jméno Láďa). Jakl se však ve své knize vyjádřil, že ho tam zapsal pracovník StB, aby vykázal činnost, a on sám pak spolupráci odmítl. V rozhovoru pro Aktuálně.cz dne 2. března 2003 uvedl, že obdržel negativní lustrační osvědčení. Podrobnější informace o spolupráci s StB  obsahuje kniha Mirka Vodrážky.
Je členem dozorčí rady Divadla v Řeznické (spolu s Viktorem Polesným a Arnoštem Goldflamem).
Je presidentem občanského sdružení První Pivní Extraliga, které se zabývá degustací a propagací piv.

### Soukromý život
Ladislav Jakl je rozvedený, jeho ženou byla v letech 1988–2005 Dana Jaklová – novinářka a bývalá předsedkyně Rady Českého rozhlasu.
V roce 1994 Ladislav a Dana Jaklovi adoptovali šestnáctiměsíčního romského chlapce.

## Politika
Krátce byl poslancem České národní rady za Občanské fórum (od června 1990 do září 1991). V letech 1992 až 1993 pracoval také jako vedoucí Úřadu Rady ČR pro rozhlasové a televizní vysílání.
Od roku 1997 působí v různých funkcích jako poradce Václava Klause, od roku 2003 jako ředitel politického odboru Kanceláře prezidenta republiky a zároveň tajemník prezidenta. Spolupráci Václavu Klausovi nabídl v reakci na tzv. sarajevský atentát. Je členem správní rady Nadačního fondu Václava Klause (kde roku 2004 nahradil Petra Hájka) a od roku 2012 také členem správní rady Institutu Václava Klause.
V roce 2009 jej Václav Klaus ocenil Čestnou plaketou prezidenta republiky.
V roce 2011 kritizoval způsob, jakým Spojené státy a jejich spojenci vedou válku proti terorismu. Podle Jakla „Reakcí na 11. září nebylo semknutí se kolem individuálních svobod, ale kolem státu a jeho moci. Následovala válka v Afghánistánu. Se stejnou logikou měl být bombardován Rijád, ti teroristé byli totiž mnozí Saudští Arabové.“

#### Prezidentská kandidatura
V roce 2012 byl nominován jako nestraník kandidátem na prezidenta republiky za neparlamentní Stranu svobodných občanů, když byl v červnových on-line primárkách této strany jejím jediným kandidátem a získal 88 % hlasů ze zúčastněných 35 % členů a registrovaných příznivců strany. Protože nasbíral jen asi polovinu z 50 tisíc potřebných podpisů, nesplnil podmínky pro kandidaturu ve volbách.
Politické zásady, s nimiž se ucházel o možnost kandidovat na prezidenta republiky:
1. Je proti násilným kolektivismům, potlačujícím svobodu a vážnost jednotlivce.
2. Je proti extrémistické zelené ideologii, jejíž hlasatelé pod záminkou péče o zdravé životní podmínky vnucují společnosti brutální regulace, na kterých vydělávají s nimi spřízněné zájmové skupiny.
3. Je proti diskriminaci všeho druhu. Za příklad krajní diskriminace považuje legislativu, která sama sebe nazývá „antidiskriminační“. Je proti zvýhodňování některých obyvatel na úkor jiných.
4. Je pro svobodné tržní prostředí, ve kterém lidé mohou svobodně směňovat hodnoty a produkty svého úsilí na základě dobrovolnosti a vzájemné výhodnosti. Je proti postátňování a byrokratickému pokřivování rovných a svobodných tržních podmínek.
5. Je proti tomu, aby se státní mašinerie používala jako nástroj k prosazení vizí sociálního inženýrství proti vůli lidí.
6. Je proti ostrakizaci menšinových názorů a pokusům zcela je vytlačit z veřejného prostoru, šikanovat je, zakazovat a trestat. Je proti monopolizaci veřejného prostoru ve prospěch teroru politické korektnosti.
7. Je proti bezhlavému prosazování módních společenských trendů za cenu mrzačení tradičních a osvědčených hodnot.
8. Demokracie je možná jen v rámci demokratického státu, nikoli v rámci mezinárodní organizace. Je proti nahrazování demokratických mechanismů nástroji mezinárodního nátlaku a násilné unifikace.

Je signatářem Manifestu D.O.S.T., spolu s další kandidátkou na prezidentku Janou Bobošíkovou. Akce D.O.S.T. jej podporovala v kandidatuře na prezidenta (mj. vedle Jany Bobošíkové a Jiřího Karase).
V dubnu 2013 byl v Brně vyhlášen vítězem ankety Zelená perla 2012 za výrok: „A nevěřte cyklomaniakům, že kolo je pokrok, že kolo je čistota a zdraví. Čuchněte k jejich propocenému triku a budete mít jasno, kdo tu zamořuje vzduch. Pachem i hloupými argumenty. Cyklistiku není třeba podporovat, ale naopak zakázat.“ Jakl prohlašuje text za parodii „na neustálé extremistické nápady zakazovat automobilovou dopravu”.
V prosinci 2016 na události Akce D.O.S.T. prohlásil, že „volební právo žen byla chyba“, neboť podle něj bylo předtím volební právo vázáno na rodinu jako celou jednotku, zatímco pozdější rozdělení položilo základ pro „průšvih rodiny v dnešním slova smyslu“. V pořadu Štrunc! vyjádřil pochybnosti o tom, zda by vůbec měla existovat veřejnoprávní média. Postavil se proti mazání příspěvků na sociálních sítí s tím, že jde o omezení svobody slova.

#### Senátní kandidatura
Ve volbách do Senátu PČR v roce 2018 kandidoval jako nestraník za hnutí SPD v obvodu č. 26 – Praha 2. Jeho kandidaturu za hnutí SPD podpořil bývalý prezident Václav Klaus. Podporu mu vyjádřil také Václav Klaus mladší, který však byl v té době členem ODS, která nominovala ve stejném senátním obvodu vlastního kandidáta, a Klausova podpora Jaklovi tak sklidila ve straně kritiku. V senátních volbách však neuspěl, když získal 6,37 % hlasů a obsadil až 5. místo z 9 kandidátů. Do druhého kola postupují přitom dva nejsilnější kandidáti.

#### Rada pro rozhlasové a televizní vysílání
Dne 27. března 2019 jej Poslanecká sněmovna PČR navrhla jako nominanta hnutí SPD do Rady pro rozhlasové a televizní vysílání. V tajné volbě jej poslanci zvolili 88 hlasy, protikandidát Milan Bouška měl 66 hlasů.
Pro média uvedl, že byl v sobotu 25. května 2019 napaden v pražském metru dvěma útočníky, přičemž mělo jít o útok motivovaný Jaklovou kandidaturou za hnutí SPD. Policii incident nahlásili ošetřující lékaři po Jaklově návštěvě pohotovosti. V pátek následujícího týdne, 31. května, uvedl pro Parlamentní listy, že byl znovu napaden ve Zlíně při filmovém festivalu. Dne 1. června Tomio Okamura ve svém projevu v Poslanecké sněmovně vyzval „sluníčkáře“, aby přestali napadat ostatní za opačný názor, a 4. června na jeho návrh Sněmovna přijala usnesení, v němž odsoudila podobné útoky jako „nepřijatelné ohrožení demokracie a svobody v České republice“. Počátkem června se policii přihlásil muž, který měl být účastníkem prvního ze dvou jmenovaných incidentů. Pro týdeník Respekt vypověděl, že se s Jaklem skutečně setkal v metru, kde jel se svou přítelkyní, pronesl o něm hanlivou poznámku, načež na něj údajně fyzicky zaútočil jako první Jakl a došlo k potyčce. Pražská policie 1. července vyšetřování uzavřela s tím, že podezření z přestupku mířilo na oba aktéry a jednalo o vzájemnou rvačku. Rovněž počátkem července zlínská policie potvrdila, že nalezla pravděpodobného útočníka z druhého incidentu. Jakl podal proti závěrům policie stížnost státnímu zastupitelství, ta však byla zamítnuta a byl potvrzen závěr vyšetřovatelů.
Mandát člena RRTV zastával do začátku dubna 2025.

## Hudba
Kromě politiky a žurnalistiky se věnuje také rockové hudbě, jako autor a člen hudebních skupin Etal a Folimanka Blues (od roku 1993), hraje na kytaru a zpívá. V roce 2015 byl jako frontman skupiny Folimanka Blues na hudební soutěži Skutečná liga vyhlášen Osobností roku.

## Literární činnost
- 2009 – Rocker na Hradě: rozhovor Petra Žantovského (rozhovor s Ladislavem Jaklem vedl Petr Žantovský)[57] – Řitka: Daranus, ISBN 978-80-86983-83-7
- 2019 – Z Hanspaulky o svobodě – Praha: Institut Václava Klause, ISBN 978-80-7542-051-0
- 2020 – Pivař a blondýna (spolu s Danielou Kovářovou) – Praha: Bondy, ISBN 978-80-88073-55-0